# Malbork

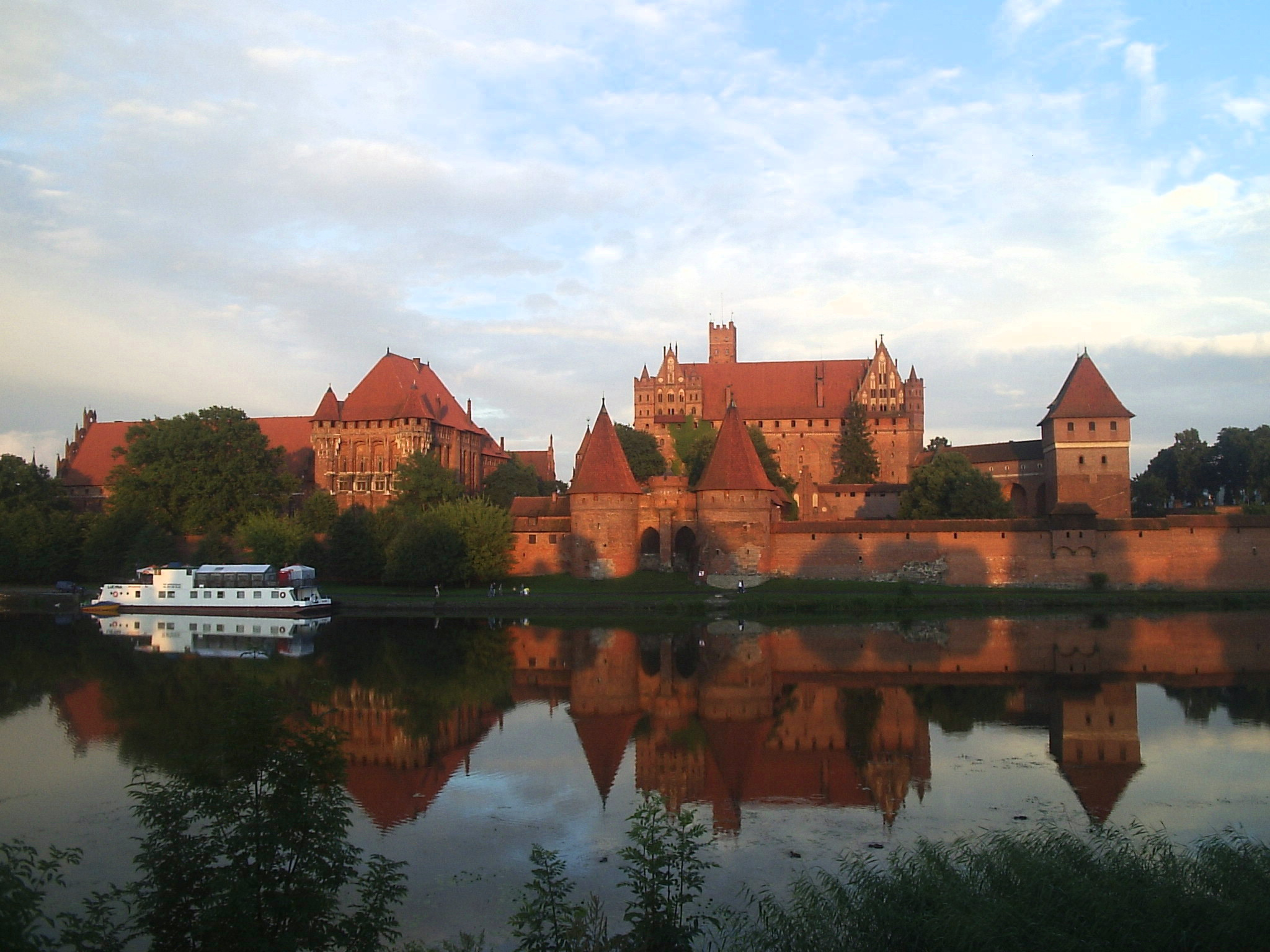
Malbork (Marienburg) - Castelul Ordinului Teutonic

Malbork (în germană Marienburg) este un oraș situat pe malul brațului Nogat din delta Vistulei în voievodatul Pomerania, Polonia, situat la sud-est de Gdańsk. Orașul este cunoscut pentru Castelul Malbork al Ordinului Teutonic (în germană Deutscher Orden), centrul de putere al ordinului între 1309 și 1457.
În anul 1410 a avut loc aici bătălia de la Marienburg. În cel de-Al Doilea Război Mondial, la începutul anului 1945 orașul a fost distrus în proporție de 60%. Unele clădiri istorice semnificative, printre care și castelul, au fost ulterior reconstruite, abandonând însă planul istoric al orașului vechi.
Castelul Ordinului Teutonic din Malbork a fost înscris în anul 1997 pe lista patrimoniului cultural mondial UNESCO.